# Seznam litovskih tenisačev
Seznam litovskih tenisačev.

## B
- Ričardas Berankis

## Č
- Agnė Čepelytė

## D
- Iveta Daujotaitė

## E
- Joana Eidukonytė

## G
- Laurynas Grigelis

## M
- Justina Mikulskytė
- Aurelija Misevičiūtė
- Lukas Mugevičius

## P
- Akvilė Paražinskaitė

## S
- Gvidas Sabeckis
- Lina Stančiūtė